# Premiers Désirs
Premiers Désirs è un film del 1984 diretto da David Hamilton.
Monica Broeke ha partecipato anche al precedente film di Hamilton, Un été à Saint-Tropez (1983).
Si tratta di una delle prime interpretazioni di Emmanuelle Béart.

## Trama
Caroline, Dorothée ed Hélène sono tre amiche adolescenti in vacanza insieme al mare. Durante un'uscita in barca vengono travolte da un temporale, che le spinge verso un'isola dove Caroline, scivolata in acqua, si sveglia in una capanna sulla spiaggia, salvata da un misterioso sconosciuto. Ritrovate le amiche, riuscite a giungere a riva a loro volta, si imbattono in una villa, abitata da una coppia, che preferiscono non disturbare, poiché impegnata a fare l'amore, ed arrivano poi in paese, dove incontrano tre ragazzi, Etienne, Raoul e Max, che le invitano a fermarsi sull'isola, offrendo loro alloggio in un bungalow sulla spiaggia.
Mentre Dorothée ed Hélène trascorrono il tempo con i ragazzi, Caroline lo dedica invece a fare la conoscenza della coppia della villa, la pianista Julia e soprattutto il suo compagno, Jordan, di cui si è subito invaghita, convinta che sia il suo salvatore. In realtà è stato Raoul a soccorrerla dopo il naufragio, ma l'interesse che l'uomo le dimostra rafforza la sua convinzione e le fa pensare che ricambi i suoi sentimenti.